# Поповка (Нелазское сельское поселение)
Поповка — деревня в Череповецком районе Вологодской области.
Входит в состав Нелазского сельского поселения, с точки зрения административно-территориального деления — в Нелазский сельсовет.
Расстояние по автодороге до районного центра Череповца — 30 км, до центра муниципального образования Шулмы — 8 км. Ближайшие населённые пункты — Панфилка, Нелазское, Карманица, Теребень.
По переписи 2002 года население — 10 человек.
На 1912 в погосте Поповке (в сельце Поповском) Нелазской волости Череповецкого уезда Новгородской губернии находилось пять дворов, на которых имелось пять жилых строений. Население составляло 16 человек, из них шесть мужского пола и десять женского. Занятием жителей указана церковная служба.